# Terenowy ośrodek kultury turystyki górskiej
Terenowy ośrodek kultury turystyki górskiej – ośrodek założony i prowadzony przez PTTK. Gromadzi i udostępnia zbiory archiwalne, książki, mapy i inne materiały informacyjne o górach, pełni funkcję centrali koordynującej i organizującej całokształt działalności PTTK w dziedzinie turystyki górskiej na danym terenie.
Ośrodki w Polsce:
- na Markowych Szczawinach pod Babią Górą (jest najstarszą tego typu placówką w polskich Karpatach, którą otwarto 25 września 1966. W starej "drewutni" zaadaptowanej do nowego celu prezentowana jest tam historia turystyki i zagospodarowania turystycznego rejonu Babiej Góry)
- w Domu Turysty PTTK w Krakowie (ukazuje gabinet Kazimierza Sosnowskiego)
- w Domu Turysty PTTK w Zakopanem (prezentowana jest historia przewodnictwa górskiego)
- na Jaworzynie Krynickiej (prezentowana jest historia turystyki w Beskidzie Sądeckim)
- Pieniński Ośrodek Turystyki Górskiej w Szczawnicy tuż przy schronisku PTTK "Orlica"
- Bieszczadzki Ośrodek Turystyki Górskiej "Zielony Domek" przy schronisku PTTK w Ustrzykach Górnych
- na Turbaczu (historia turystyki górskiej w Gorcach)
- Baraniogórski Ośrodek Kultury Turystyki Górskiej przy schronisku na Przysłupie pod Baranią Górą. Nazwa ośrodka - "U źródeł Wisły"